# Lothar Binding

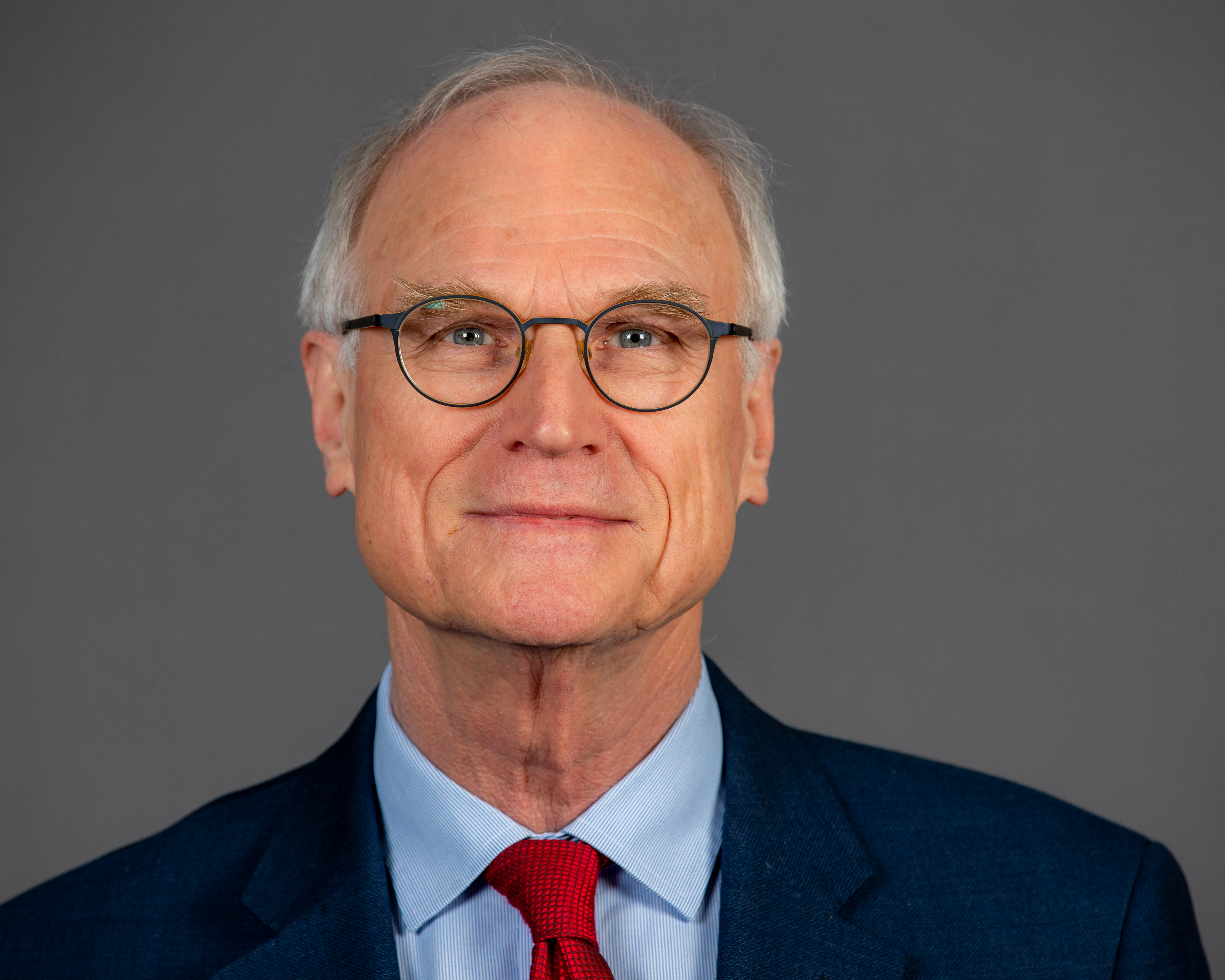
Lothar Binding (2020)

Lothar Binding (* 1. April 1950 in Sandershausen, heute zu Niestetal) ist ein deutscher Politiker (SPD). Er war von 1998 bis 2021 Mitglied des Deutschen Bundestages, wo er dem linken Parteiflügel der SPD, der Parlamentarischen Linken, angehörte.

## Leben und Beruf
Nach der Volksschule in Sandershausen absolvierte Binding in den Jahren 1965 bis 1968 eine Lehre mit Abschluss zum Starkstromelektriker bei Siemens in Kassel. Danach erwarb er im Jahr 1969 in Kassel die Fachhochschulreife. Den anschließenden Besuch des Hessenkollegs beendete er 1972 mit dem Abitur. Nach seinem Zivildienst studierte er ab 1973 Mathematik, Physik und Philosophie in Tübingen und Heidelberg mit Abschluss als Diplom-Mathematiker 1981. Im Jahr 1982 begann er eine Tätigkeit als technischer Angestellter im Rechenzentrum der Universität Heidelberg, wo er dann von 1987 bis 1998 als wissenschaftlicher Mitarbeiter für die Planung, den Aufbau und den Betrieb von lokalen Netzen und Hochgeschwindigkeitsnetzen für Datenverarbeitung zuständig war. Seit 1996 ist Binding Mitglied im Vorstand, seit 2009 Vorsitzender des 1910 gegründeten Mietervereins Heidelberg und Umgebung, der mit 12.500 Mitgliedern der zweitgrößte Mieterverein im Landesverband Baden-Württemberg des Deutschen Mieterbundes ist.
Lothar Binding ist verheiratet und hat zwei Söhne.

## Politik
Seit dem Jahr 1966 ist Binding Mitglied der SPD. Von 1980 bis 1986 war er Vorstandsmitglied der Jungsozialen Heidelberg. Von 1986 bis 1994 und von 1998 bis 2000 war er Vorsitzender im SPD-Kreisverband Heidelberg. Von 1989 bis 2001 gehörte er dem Gemeinderat von Heidelberg an und war hier von 1994 bis 2001 Vorsitzender der SPD-Fraktion. Im Jahr 1996 war er Kandidat bei der Bürgermeisterwahl in Eberbach, verlor aber im zweiten Wahlgang gegen Bernhard Martin (CDU).
Seit 1998 war Binding Mitglied des Deutschen Bundestages. Er zog 1998 und 2002 als direkt gewählter Abgeordneter des Wahlkreises Heidelberg ein. 2005 verfehlte er das Direktmandat um weniger als 600 Stimmen (0,3 Prozent), zog aber über die Landesliste Baden-Württemberg in den Bundestag ein. Auch bei den Bundestagswahlen 2009, 2013 und 2017 gelang es Binding nicht, das Direktmandat zurückzuerobern, er zog jedoch jeweils über die Landesliste wieder in den Bundestag ein.
In den Jahren 2002 bis 2005 – damals regierte das rot-grüne Kabinett Schröder II – war er stellvertretender Sprecher der Arbeitsgruppe Finanzen der SPD-Bundestagsfraktion. Im Haushaltsausschuss war er Hauptberichterstatter für das Bundesministerium der Justiz und für das Bundesverfassungsgericht.
Binding war im Jahr 2006 Initiator des parteiübergreifenden Gruppenantrags zum Nichtraucherschutz, der als Impuls für das Nichtraucherschutzgesetz des Bundestages 2007 und für zahlreiche Ländergesetze der Jahre 2007 und 2008 zum Schutz vor Passivrauchen gilt.
Er war im Bundestag Obmann im Finanzausschuss und seit 2012 finanzpolitischer Sprecher der Fraktion. Seit 2017 ist er Bundesvorsitzender der Arbeitsgemeinschaft SPD 60 plus. Zudem gehörte Binding als stellvertretendes Mitglied dem Haushaltsausschuss an.
Im Jahr 2019 engagierte er sich für die Einführung der Verlustverrechnungsbeschränkung von Termingeschäften (§20 Abs. 6 Satz 5 EStG), die als verfassungsrechtlich bedenklich kritisiert wird.
Im April 2020 kündigte er an, bei der Wahl zum 20. Deutschen Bundestag nicht erneut kandidieren zu wollen.
Binding ist dafür bekannt, viele seiner Ausführungen im Bundestag mittels mitgebrachter Gegenstände, insbesondere eines Zollstocks, zu illustrieren.

## Ehrungen
Im Jahr 2020 erhielt Binding das Bundesverdienstkreuz am Bande.

## Veröffentlichungen
- Kalter Rauch. Der Anfang vom Ende der Kippenrepublik. Orange Press, Freiburg (Breisgau) 2008, ISBN 978-3-936086-31-7.
- Faire Steuern für Deutschland. Erläuterungen zur Reform der Unternehmensteuern 2008. SPD-Landesverband Baden-Württemberg, Stuttgart 2007.
- mit Marco Winteroll: Das neue Erbschaftsteuerrecht ab 2009. Erben wird gerechter. SPD-Landesverband Baden-Württemberg, Stuttgart 2009, ISBN 978-3-9804710-3-9.